# سیارک ۲۱۵۵۲
سیارک ۲۱۵۵۲ (به انگلیسی: 21552 Richardlee، نامگذاری:1998QC52) بیست و یک هزار و پانصد و پنجاه و دومین سیارک کشف شده‌است که در ۱۷ اوت ۱۹۹۸ کشف شد.
قدر مطلق سیارک برابر ۲۶.۹ است.